# Albert Xholi
Albert Xholi (ur. 1 marca 1948 w Korczy) – albański reżyser filmowy i producent. 

## Życiorys
W latach 1968-1972 studiował na Wydziale Dramatu Instytucie Sztuk w Tiranie. W 1973 rozpoczął pracę w Studiu Filmowym Nowa Albania (alb. Kinostudio Shqiperia e Re), początkowo jako asystent reżysera Xhezaira Dafy przy realizacji filmu Duke kerkuar 5-oreshin. Współpracował przy produkcji 20 filmów fabularnych.
W 1985 wspólnie z Eduardem Makrią zrealizował film Vjeshte e nxehte e '41. Do 1990 wyreżyserował kolejne 4 filmy fabularne. Po 1995 ograniczył się do pracy producenta filmowego.

## Filmy fabularne
- 1985: Vjeshte e nxehte e '41
- 1986: Fillim i veshtire
- 1987: Familia ime
- 1988: Shkelqim i perkohshem
- 1989: Jeta ne duart e tjetrit

## Filmy dokumentalne
- 1995: Besnik Sykja